# Фісамати
Фісамати (грец. Θισαμάται) — кочовий іранський етнос, згаданий у Декреті ольвіополітів Протогену (IosPE I² 32), стосовно подій бл. сер. ІІІ ст. до н. е. Можливо, тотожні фісагетам Геродота, які мешкали на пн.-сх. від Скіфії.
Розвиваючи цю думку, можна припустити, що фісамати/ фісагети опинилися на теренах Скіфії під тиском сарматів-прохоровців, що пояснює їхнє вкрай жалюгідне становище, яке описане у згаданому Декреті Протогену.

## Фісамати в Декреті Протогену[4]
«…перебіжники сповіщали, що галати і скіри уклали союз і зібрали великі сили, які і з'являться взиму, а крім того ще, що фісамати, скіфи і савдарати шукають укріпленого місця, так само боячись жорстокості галатів…»